# Anne-Sophie-Charlotte de Brandebourg-Schwedt
Anne-Sophie-Charlotte de Brandebourg-Schwedt (24 décembre 1706 – 3 janvier 1751), est une aristocrate allemande, membre de la Maison de Hohenzollern et par mariage duchesse de Saxe-Eisenach.

## Biographie
Née à Berlin, elle est la troisième des sept enfants du mariage de margrave Albert-Frédéric de Brandebourg-Schwedt (un jeune frère du roi Frédéric Ier de Prusse) et de Marie-Dorothée Kettler, princesse de Courlande et Semigallia.
Elle épouse Guillaume-Henri de Saxe-Eisenach le 3 juin 1723. Le mariage reste sans enfants. Elle devient duchesse consort de Saxe-Eisenach après l'accession au trône de son mari, le 14 janvier 1729.
Anne-Sophie décédé à Sangerhausen à 44 ans, après avoir survécu neuf ans à son mari. Elle est enterrée à Halle.